# Shorty Fincher
Luther Clark "Shorty" Fincher (* 9. November 1899 in Iuka, Mississippi; † 24. März 1958 in York, Pennsylvania) war ein US-amerikanischer Country-Musiker.

## Leben

### Kindheit und Jugend
Shorty Fincher wurde 1899 in Mississippi geboren, seine Eltern zogen mit ihm aber nach Anniston, Alabama, als er ein Jahr alt war. Finchers erstes Banjo wurde von seinem Vater gebaut und später erlernte er auch Schlagzeug, Bazooka und Maultrommel. Das erste Stück, das Fincher auf dem Banjo erlernte, war Boil Dem Cabbage Down.

### Karriere
Fincher startete seine professionelle Karriere 1932 zusammen mit seinem Bruder Hamilton Fincher im Radio. Sie gründeten die Band The Cotton Pickers, die aus Fincher, seinem Bruder Hamilton (der als Komiker „Rawhide“ auftrat), Alexandra „Lonesome Valley Sally“ Kaspura, Florence „Yodeling Flo“ Morosco, Dolph Hewitt und Ted Buchanan (Gitarre, Bass, Steel Guitar) bestand. Mit den Cotton Pickers zogen Fincher und sein Bruder nach Pittsburgh, Pennsylvania, wo sie regelmäßig bei KQV, einem nicht-kommerziellen Kurzwellensender, auftraten.
In Pittsburgh wurde Hamilton Fincher von Doc Williams für dessen Band, die Border Riders, als Komiker engagiert. Williams und die Border Riders gingen zusammen mit Hamilton nach Wheeling, West Virginia. Shorty Fincher folgte ihnen kurz danach mit den Cotton Pickers und schloss sich dem WWVA Jamboree an, das Samstagabends über WWVA aus Wheeling gesendet wurde. Über WWVA moderierte Fincher auch lange Zeit zusammen mit Lonesome Valley Sally seine eigene Show, die Shorty & Sally Fincher Jamboree Show.
Nachdem Finchers Bruder Hamilton sich von einem 1937 erlittenen Unfall erholt hatte, zogen Shorty und Hamilton Fincher in die Umgebung von Lancaster und York, wo sie unter anderem auf dem Sender WORK als die Prairie Pals auftraten. 1949 eröffneten sie einen Vergnügungspark bei Dreamers Beach in Delaware.